# Закон і порядок
«Закон і поря́док» (англ. Law & Order) — американський процедурний, поліційний та юридичний телесеріал, створений Діком Вульфом. Прем'єра відбулася 13 вересня 1990 року на каналі NBC. 24 травня 2010 року показали імовірно прикінцевий епізод телесеріалу.
28 вересня 2021 року, після 11-річної перерви, NBC оголосив, що серіал буде відновлено для 21-го сезону, прем’єра якого відбулася 24 лютого 2022 року. У відновленні дебютували нові постійні актори та розправа окружного прокурора Джека Маккоя та детектива Кевіна Бернарда ветеранами серіалу Семом Вотерстоном та Ентоні Андерсон, відповідно. 10 травня 2022 року NBC продовжила серіал на 22 сезон, прем'єра якого відбулася 22 вересня 2022 року.

## Сюжет
Серіал розповідає про детективів, які працюють у Нью-Йоркському поліцейському відділі вбивств, а також про прокурорів суду. Детективи розслідують різні злочини, такі як вбивства і інші зазіхання на особистість людей, а прокурори доводять вину обвинувачених в суді. Першими головними персонажами серіалу були детектив Макс Гріві та його напарник Майк Логан.

## Історія створення
Ідея створення виникла у 1986 році, коли серійний вбивця Роберт Чамберс, на прізвисько «Preppie Killer», задушив молоду жінку в «Центральному парку». Історія надихнула Діка Вульфа на знімання епізоду «Kiss the Girls and Make them Die» (який вийшов четвертим) для оригінального серіалу.
У 1988 році, Дік Вульф розробляв концепцію нового серіалу про роботу американської правоохоронної системи. З початку назва серіалу була «Ніч і День» («Night & Day»), але потім зупинилися на «Закон і порядок».
Перші пілотні серії були замовлені компанії FOX, всі серії були побудовані на основній концепції серіалу. Але голова мережі Баррі Диллер, якому сподобалася концепція, думав що серіал не піде. Тоді Дік Вульф звернувся до Universal Television з епізодом «Everbody's Favorite Bagman», ідея якого була побудована навколо корумпованої влади міста. Але серіал не пройшов. Влітку 1989 року, голови NBC Брендон Тартікофф і Воррен Літтлефілд повірили в серіал і вирішили ризикнути поставивши пілотні серії в сітку мовлення. На початку 1990-х на каналі пройшов перший сезон.

## Знімання
Знімання відбувалося на вулицях Нью-Йорка, використовувалися натурні зйомки. Кожен епізод розділений на дві частини, перша половина якого оповідає про роботу детективів на вулицях Нью-Йорка, друга — про продовження справи у залах суду. Злочини, показані в телесеріалі часто засновані на реальних випадках.
Успіх телесеріалу привів до створення кількох франшиз, повнометражного телевізійного фільму, кількох відеоігор, та створенню телесеріалів на основі оригінального «Закону і порядку» в інших країнах.
14 травня 2010 року NBC оголосила про закриття телесеріалу і 24 травня 2010 року завершився показ. Дік Вульф оголосив, що постарається знайти інший телевізійний канал, щоб продовжити роботу над «Законом і порядком». Якщо зусилля не увінчаються успіхом, Вульф пообіцяв зняти завершальний двогодинний фільм і показати його на каналі NBC.

## Музика
Музика для «Закону і порядку» написана композитором Майком Постом. Музика спеціально писалася під формат серіалу. Для вступної теми використовується електричне фортепіано, гітара і кларнет. Майкл Пост написав велику частину музичних тем для серіалу. Багато з них були використані в франшизах. Головна тема стала торговою маркою серіалу.

## Нагороди та номінації
14 вересня 2004, у Нью-Йорку, дорога до Пірсу 62 на Пірс Челсі (де часто відбувалося знімання одного з сезонів), була перейменована як «Дорога Закон і Порядок» на честь серіалу.
Серії «Закону і порядку» нагороджувалися різними преміями, у тому числі «Еммі».

## Сезони
Усього було показано 456 епізодів, розділених на 20 сезонів. «Закон і порядок» найтриваліший поліцейський телесеріал і другий за тривалістю серіал після мультсеріалу «Сімпсони».
| Сезони | Кількість епізодів | Прем'єра сезону  | Завершення сезону | Рейтинг Нільсена |
| ------ | ------------------ | ---------------- | ----------------- | ---------------- |
| 1      | 22                 | 13 вересня 1990  | 9 червня 1991     | #46              |
| 2      | 22                 | 17 вересня 1991  | 12 травня 1992    | #46              |
| 3      | 22                 | 23 вересня 1992  | 19 травня 1993    | #56              |
| 4      | 22                 | 15 вересня 1993  | 25 травня 1994    | #38              |
| 5      | 23                 | 21 вересня 1994  | 24 травня 1995    | #27              |
| 6      | 23                 | 20 вересня 1995  | 22 травня 1996    | #24              |
| 7      | 23                 | 18 вересня 1996  | 21 травня 1997    | #27              |
| 8      | 24                 | 24 вересня 1997  | 20 травня 1998    | #24              |
| 9      | 24                 | 23 вересня 1998  | 26 травня 1999    | #20              |
| 10     | 24                 | 22 вересня 1999  | 24 травня 2000    | #13              |
| 11     | 24                 | 18 жовтня 2000   | 23 травня 2001    | #11              |
| 12     | 24                 | 26 вересня 2001  | 22 травня 2002    | #7               |
| 13     | 24                 | 2 жовтня 2002    | 21 травня 2003    | #10              |
| 14     | 24                 | 24 вересня 2003  | 19 травня 2004    | #14              |
| 15     | 24                 | 22 вересня 2004  | 18 травня 2005    | #25              |
| 16     | 22                 | 21 вересня 2005  | 17 травня 2006    | #35              |
| 17     | 22                 | 22 вересня 2006  | 18 травня 2007    | #54              |
| 18     | 18                 | 2 січня 2008     | 21 травня 2008    | #38              |
| 19     | 22                 | 5 листопада 2008 | 3 червня 2009     | #62              |
| 20     | 23                 | 25 вересня 2009  | 24 травня 2010    | #60              |

## Цікаві факти
У серіалі є згадки про Україну.

## Спін-офф та римейк
Замість цього, зняли спін-офф «Закон і порядок: Лос-Анджелес» (англ. Law & Order: LA) (22 епізоди) та римейк «Закон і порядок: Лондон» (англ. Law & Order: UK) (53 епізоди), які є адаптаціями американського серіалу. Сюжети розгортаються у поліційному відділі вбивств, а також прокурорів суду Лос-Анджелеса та Лондона.